# Тополовець (община Кула)
Тополо́вець (болг. Тополовец) — село у Видинській області Болгарії. Входить до складу общини Кула.

## Населення
За даними перепису населення 2011 року у селі проживали 355 осіб, з них 342 особи (99,7%) — болгари.
Розподіл населення за віком у 2011 році:
Динаміка населення: